# Медаль «За доблестную службу в авиации»
Медаль «За доблестную службу в авиации» (итал. Medaglia al valore aeronautico) — итальянская награда, учреждённая в 1927 году в золотой, серебряной и бронзовой степенях для награждения пилотов, совершивших акты мужества и самоотверженности на борту летательных средств.
В 1939 году в законодательство были внесены изменения, в которых, среди прочего, указывалось, что к награждению медалью допускаются только военнослужащие; это было исправлено в 1969 году.

## Королевство Италия

### Критерии награждения
Золотая и серебряная медали предназначались для награждения тех, кто в особо трудных условиях проявил мужество и продемонстрировал исключительное мастерство, подвергая свою жизнь опасности во время полёта.
Для золотой медали требовалось стечение обстоятельств, при которых поступок был похвальным в высшей степени, а также необходимым условием являлось то, что он принёс большую пользу итальянским военно-воздушным силам.
Бронзовая медаль была предназначена для награждения за мужество и мастерство, проявленные без серьёзной и явной опасности для жизни.
Медаль также могла быть присуждена каждому отдавшему свою жизнь, совершая дерзкие и доблестные поступки на борту самолёта.

### Реформа 1939 года
В 1939 году с целью предоставления ведомствам, органам и командам, участвовавшим в особо тяжёлых вылетах, было изменено законодательство. Золотые и серебряные медали стали присуждаться:
- военнослужащим, которые в особо трудных условиях проявили мужество и продемонстрировали исключительную ловкость, подвергнув свою жизнь исключительной опасности во время полета;
- подразделениям, которые, коллективно участвуя в особо сложных авиационных заданиях, способствовали повышению престижа итальянских ВВС.

### Награждения
Медаль вручалась королём по предложению министра (статс-секретаря по воздухоплаванию), который при награждении выдавал удостоверение с указанием имени награждённого.
Королевским указом от 2 июля 1925 года была создана комиссия для рассмотрения прошений на медаль за воинскую доблесть для личного состава Королевских ВВС.
Вручение держателям происходило в торжественной форме, командирами территориальной воздушной зоны или другими уполномоченным министром воздухоплавания, по случаю государственных праздников.

### Знаки отличия
Золотая, серебряная или бронзовая медаль диаметром 33 мм имела:
- на лицевой стороне савойский крест[итал.], увенчанный орлом с короной и распростёртыми крыльями с девизом «За авиационную ценность»;
- на обороте две фасции, между которыми было выгравировано имя награждённого, с указанием места и даты подвига.

Медаль носилась на левой груди, а синяя лента имела по бокам две маленькие красные нити, одна размером три миллиметра, а другая - один миллиметр.
Нормативные положения разрешали использование лент для ношения на груди вместо медали. На ленту золотой, серебряной и бронзовой медали прикреплялся пропеллер длиной 15 миллиметров, изготовленный из золота, серебра и бронзы соответственно. В 1932 году он был убран и заменён на ленты с золотой и серебряной пятиконечной звездой того же размера, что и у медалей «За воинскую доблесть», к ленте медали ничего не прикреплялось.
| Ленты                             |         |        |
| Золото                            | Серебро | Бронза |
| с 27 ноября 1927 по 24 марта 1932 |         |        |
| Золото                            | Серебро | Бронза |
| с 24 марта 1932 по 15 марта 2010  |         |        |

Знаки отличия, пожалованные ведомствам, командам и органам, вывешивались на флаге или знамени соответствующий ведомств, команд или органов.

## Республика Италия
Вышеупомянутое законодательство оставалось в силе даже после упразднения монархии и установления Итальянской республики, оно было изменено с указом № 397 от 1969 года и окончательно отменено и поглощено, с небольшими изменениями, Военным кодексом действующим с 2010 года.

### Критерии приемлемости
Кодекс предусматривает, что золотые и серебряные медали за доблесть в воздухоплавании присуждаются:
- Военнослужащим и гражданским лицам, которые в особо трудных условиях проявили мужество и продемонстрировали исключительное мастерство, подвергнув свою жизнь исключительной опасности во время полета;
- Подразделениям которые, коллективно участвуя в особо сложных авиационных заданиях, способствовали повышению престижа итальянских ВВС.

Для присуждения золотой медали требуется стечение обстоятельств, делающих компании и совершенные дела достойными и похвальными в высшей степени, а также способствовали повышению престижа итальянских ВВС.
Бронзовая медаль за воздушную доблесть присуждается солдатам и гражданским лицам за проявленные исключительного мужества и мастерство или вышеупомянутым ведомствам, командам и органам за особо похвальные действия.
Награды за значение Вооруженных Сил присуждаются указом Президента республики по представлению министра обороны.

### Знак отличия
Первая «республиканская» версия медали была официально определена только в 1953 году, тем временем, между 1946 и 1953 годами, в частном порядке чеканились модели, аналогичные образцам эпохи монархии. 
Действующий вариант медали, установленный ст. 827 Регламента, всегда имеет диаметр 33 мм. На аверсе изображение крылатого коня, окружённое девизом «al valore Aeronautico». На реверсе между двумя дубовыми ветвями имя награждённого с указанием места и даты подвига.
Ничего не изменилось в отношении ленты и знаков отличия для отделов, команд и организаций.
Вместо медалей возможно ношение ленты с пятиконечной звездой из золота, серебра или бронзы соответственно; для золотых медалей пятиконечная звезда обрамлена небольшим фризом из лавровых ветвей из того же металла.
| Ленты  |         |        |
| Золото | Серебро | Бронза |